# Dore Hoyer

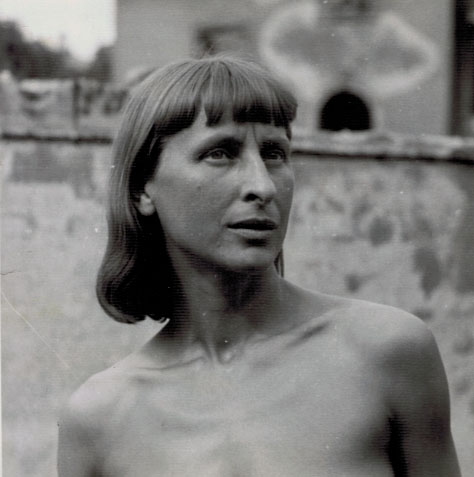
Dore Hoyer

Dore Hoyer (* 12. Dezember 1911 in Dresden; † 31. Dezember 1967 in West-Berlin) war eine deutsche Ausdruckstänzerin und Choreografin.

## Leben

### Jugend
Hoyer erhielt ab ihrem zwölften Lebensjahr auf Anregung einer Lehrerin Gymnastikunterricht. Hierfür bekam sie ein Stipendium, da der Vater den Unterricht nicht hätte bezahlen können.
1927 bekam sie wiederum ein Stipendium für die Ausbildung zur Gymnastiklehrerin bei einer Schülerin von Émile Jaques-Dalcroze an der Zweigschule der Hellerau-Laxenburg-Schule in Dresden. „Schöpferische Selbstgestaltung“ war Teil des Schulprogramms. Mit ihrer Lehrerin Ilse Homilius erarbeitete sie Choreographien für ihre ersten gemeinsamen Bühnenauftritte.
1930 bestand Dore Hoyer die Prüfung zur Gymnastiklehrerin und meldete sich zur weiteren Tanzausbildung in der 1924 von Gret Palucca gegründeten Palucca-Schule an, wo Irma Steinberg ihre Lehrerin war.

### Die dreißiger Jahre
Nach dem Examen 1931 nahm sie ein Engagement in Plauen an, wo sie nur in Operetten tanzen musste, was ihr in keiner Weise entsprach. 1933 wurde ihr ein Ballettmeisterposten im Oldenburgischen Landestheater angeboten, in dem sie zwar einiges selbst choreografieren konnte, aber es ging doch wieder nur um Tanzeinlagen in Opern und Operetten.
1932 lernte sie den achtzehnjährigen Musiker und Komponisten Peter Cieslak kennen. Cieslak, mit dem sie bis zu dessen Freitod am 5. April 1935 auch zusammenlebte, komponierte 1932 für sie die Musik zu Ernste Gesänge. 1933 gab sie ihren ersten eigenen Tanzabend in Dresden. Danach entwarf sie vorwiegend ihre eigenen Solo-Programme, nahm noch einmal kurz in Dresden und dann in Graz Theaterengagements an und tanzte ab 1935 gelegentlich in der Gruppe von Mary Wigman.
1936 begann ihre Zusammenarbeit mit dem Pianisten und Schlagzeuger Dimitri Wiatowitsch, der dreißig Jahre lang bis zu ihrem Tod ihr Begleiter blieb und ab Ende des Krieges auch ihr Komponist für Musik zu ihren Tänzen war.

### Krieg und Nachkriegszeit
1940 wurde sie Solistin an der Deutschen Tanzbühne in Berlin. Nach dem Ende des Zweiten Weltkrieges lebte sie zuerst in Dresden und gründete in der ehemaligen Wigman-Schule ein eigenes Atelier, in das viele Tänzerinnen kamen, um mit ihr zusammenzuarbeiten. So entstand der Zyklus Tänze für Käthe Kollwitz, mit denen sie und ihre Tänzerinnen, wie Ursula Cain, auf Tournee gingen.
Im September 1948 verließ jedoch Dore Hoyer Dresden für immer und ging nach Hamburg. Sie gehörte hier zu den Gründungsmitgliedern der Freien Akademie der Künste. 1949 wurde sie durch den Intendanten Günter Rennert an die Hamburgische Staatsoper gerufen, wo sie als Solotänzerin und Ballettmeisterin arbeitete.
In der Hamburger Zeit schuf sie mehrere choreografische Werke. Ihr Stück Der Fremde, eine Art Totentanz, wurde in den Kritiken mit dem berühmten Ballett Der grüne Tisch von Kurt Jooss verglichen. Sie selbst hielt es für eine ihrer wichtigsten Gruppenchoreografien. Das Stück hat deutlich biografische Bezüge und stellt das  Verhältnis des Individuums zur Gesellschaft dar. Danach bestand ihr Leben aus Inszenierungen an verschiedensten Bühnen, zum Beispiel in Mannheim und Ulm. Sie unternahm in den 50er Jahren mehrere Tourneen nach Südamerika, wo sie besonders in Buenos Aires Erfolg hatte.
1957 vermittelte ihr Mary Wigman eine Einladung zum „American Dance Festival“ des Connecticut College in New London (Connecticut) (USA). Dort trat Dore Hoyer mit etlichen amerikanischen Modern-Dance-Tänzern auf. Ihre Tänze wurden mit Begeisterung aufgenommen, bis auf einige, die den Amerikanern  „zu sentimental“ waren, während ihr wiederum in den Tänzen der Amerikaner Gefühle und das Intime und Stille fehlten. Sie erlebte sie als „nur motorisch, dramatisch und grotesk“. Nur José Limon mit seiner Gruppe bildete die Ausnahme. New York erlebte sie als „die Hochburg des modernen Tanzes, wie es das in Deutschland nicht mehr gibt“. (Lit:Müller/Peter/Schuldt, S. 59.). Im gleichen Jahr tanzte sie die Auserwählte (das Opfer) in Wigmans Berliner Inszenierung von Igor Strawinskys Le sacre du printemps.

### Spätzeit

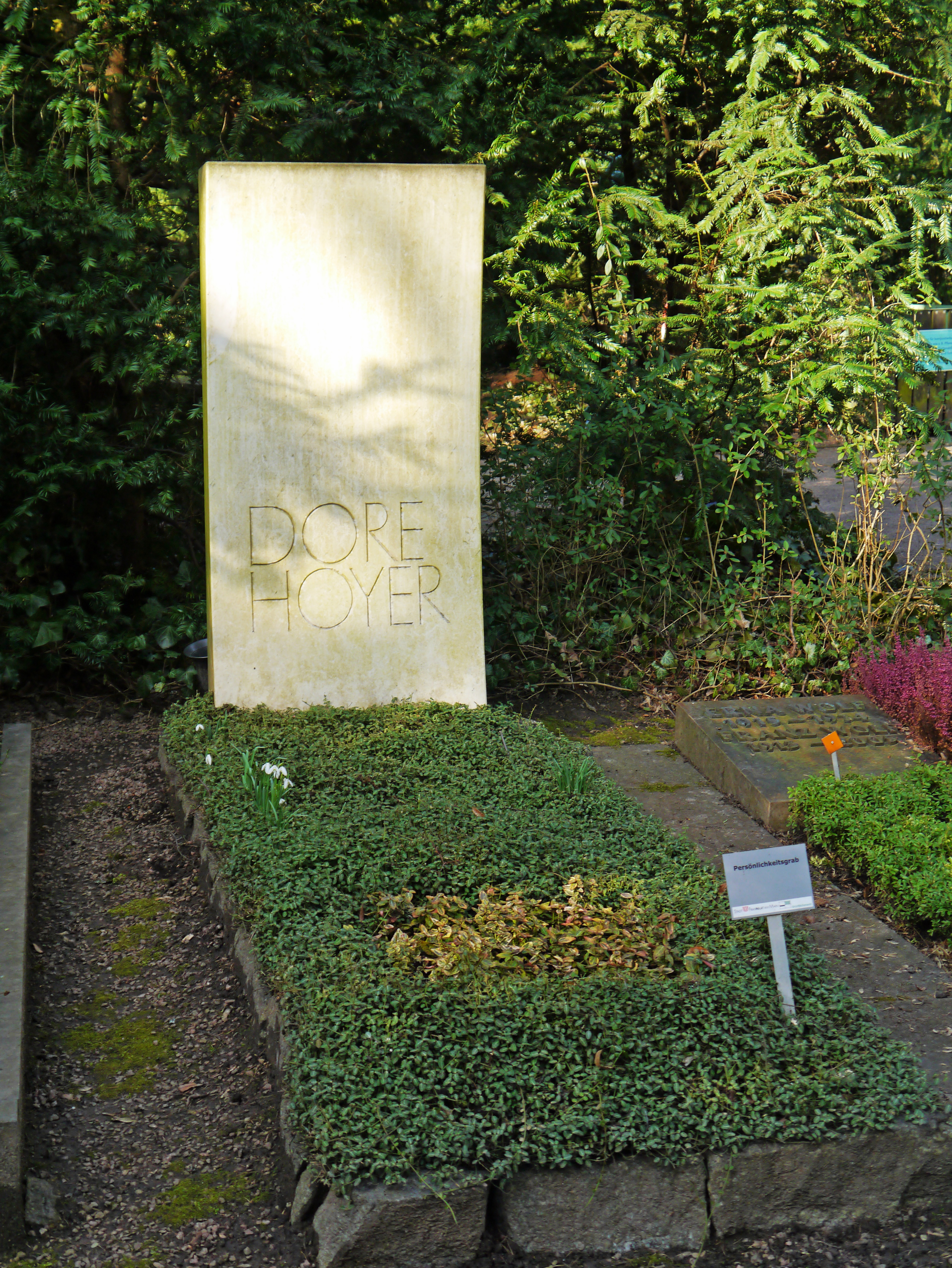
Grab von Dore Hoyer auf dem Frankfurter Hauptfriedhof

Sie trat weiterhin bei Tanzabenden in Deutschland, Europa und Übersee auf. 1959 war sie choreografische Mitarbeiterin der deutschen Erstaufführung von Arnold Schönbergs Moses und Aron in West-Berlin.
Das Interesse für den Solo-Ausdruckstanz ging in der Bundesrepublik in den 60er Jahren zurück. Hoyers Tanzabende wurden vom großen Publikum oft nicht mehr wahrgenommen, während in Südamerika jedes Mal 2500 Plätze lange im Voraus ausverkauft waren, wenn sie auftrat. Die Hoffnung, dort eine subventionierte Tanzgruppe aufzubauen, zerschlug sich jedoch. Dazu kam, dass sie 1954 einen Unfall hatte, bei dem ein Knie nachhaltig verletzt wurde, so dass sie sehr oft nur unter Schmerzen tanzen konnte. Sie nahm jedoch keine Rücksicht darauf und verlangte ihrem Körper weiterhin das Äußerste ab. 1966 machte sie mit Der große Gesang eine Reise durch Ostasien, wurde überall herzlich aufgenommen, hatte aber den Eindruck, dass ihre Kunst nicht verstanden wurde.
Ihre letzte Vorstellung gab sie am 18. Dezember 1967 in Berlin, 56 Jahre alt, nur mit Hilfe von Schmerzmitteln den Abend durchstehend. Den großen Saal hatte sie persönlich gemietet, auch die Werbung allein betrieben. Das Programm enthielt auch Zeitkritik, etwa in Vietnam. Es kamen jedoch nur wenig mehr als hundert Zuschauer. Ihr blieb ein Schuldenberg. Und sie wusste, dass sie mit dem verletzten Knie nicht länger tanzen konnte. Am 31. Dezember 1967 nahm sie sich mit Gift, das sie aus Südamerika mitgebracht hatte, das Leben.

## Auswahl ihrer Tänze
Monolog
Raum atmen
Lust empfinden
Leid erfahren
Angst bekämpfen
Ruhe finden
Affectos humanos (Menschliche Leidenschaften)
Ehre/Eitelkeit
Begierde
Haß
Angst
Liebe
Gesichte unserer Zeit
so fern – so weit
unabwendbar
gezeichnet
motorisch
Ihre Sehnsucht und ihre Kraft zur Ekstase kamen besonders deutlich zum Ausdruck im:
Boléro zu der Musik von Maurice Ravel. Da drehte sie sich zwanzig Minuten lang auf einer Stelle, nur mit immer neuer Gestalt und unerhört sich steigernder Intensität.
Der große Gesang
Tanz der göttlichen Besessenheit
Tanz der lauteren Einfalt
Tanz der brutalen Gewalt
Tanz der erhabenen Trauer
Tanz der klärenden Besinnung
Tanz der zwei Gesichter
Tanz der menschlichen Besessenheit
Manche ihrer Tänze hatten etwas sehr Weibliches, nicht nur als Thema, sondern auch in ihrer Bewegung und Dore Hoyers Aussehen und Wirkung, z. B. der Zyklus Mütter oder der Tanz Ruth aus dem Zyklus Biblische Gestalten.
Sehr wenige waren heiter und spielerisch, besonders das tänzerische Ergebnis ihrer Reisen nach Brasilien: Südamerikanische Reise. Hoyer wirkte in ihren letzten Lebensjahren vor allem in Südamerika.
Meistens wirkte sie jedoch bis in den Körper und das Kostüm hinein und die Haare unter einer eng anliegenden Kappe verborgen androgyn, also fast abstrakt, weder männlich noch weiblich, sehr bizarr in Haltung, Schritten und Gesten, mit hohen Sprüngen und von den Füßen in den Boden rasant getrommelten, wie gepeitschten Rhythmen (z. B.: Affectos humanos), andererseits im fließenden goldschimmernden Gewand in weitem Umkreisen der Bühne wie durch die Ewigkeit fliegend (Der große Gesang).
1951 wurde Dore Hoyer der Deutsche Kritikerpreis verliehen. In der Begründung heißt es unter anderem:
„Unter allen deutschen Tänzerinnen der Nachkriegszeit ist Dore Hoyer die stärkste Persönlichkeit, und sie hat mit ihrer fünfteiligen Suite Der große Gesang als Solistin das bedeutendste und geschlossenste Kunstwerk auf der Tanzbühne geschaffen. Was Dore Hoyer in ihrer Kunst vertritt, ist modern. ... Sie ist auf dem Gebiet der deutschen Tanzkunst nach dem Krieg das geworden, was andere Gebiete kaum aufzuweisen haben, eine Erscheinung von europäischem Format und heute in der ganzen Welt in Bedeutung im modernen Tanz nur mit der Amerikanerin Martha Graham zu vergleichen.“ (Lit:Müller/Peter/Schuldt, S. 45.)

## Nachwirkung
Dore Hoyers Nachlass befindet sich im Deutschen Tanzarchiv Köln.
Ende des 20. Jahrhunderts erschien eine ausführliche Biografie und Werkanalyse über Dore Hoyer. Anfang des 21. Jahrhunderts schrieb Frank-Manuel Peter seine Dissertation über sie.
Die Choreografin und Solotänzerin Susanne Linke bezeichnet Dore Hoyer als das große Vorbild. Sie erarbeitete sich die Choreografie von Affectos humanos aus dem Gedächtnis, nach der Filmaufzeichnung des HR, den vorhandenen schriftlichen Aufzeichnungen und unter Anleitung von Dore Hoyers Freundin und Assistentin Waltraud Luley neu. Arila Siegert rekonstruierte die Tänze 1989 in Dresden nach der Filmaufzeichnung. Waltraud Luley lieh ihr die Original-Kostüme zum Nacharbeiten. Auch Betsy Fisher, Martin Nachbar und Michaela Fünfhausen studierten die Tänze dieses Zyklus nach dem Film und mit Waltraud Luley ein, um sie aufzuführen. Anja Hirvikallio (Hochschule für Musik und Tanz Köln) hat den Zyklus in Labanotation aufgezeichnet.
In Dresden erinnert die Dore-Hoyer-Straße an die Tänzerin.

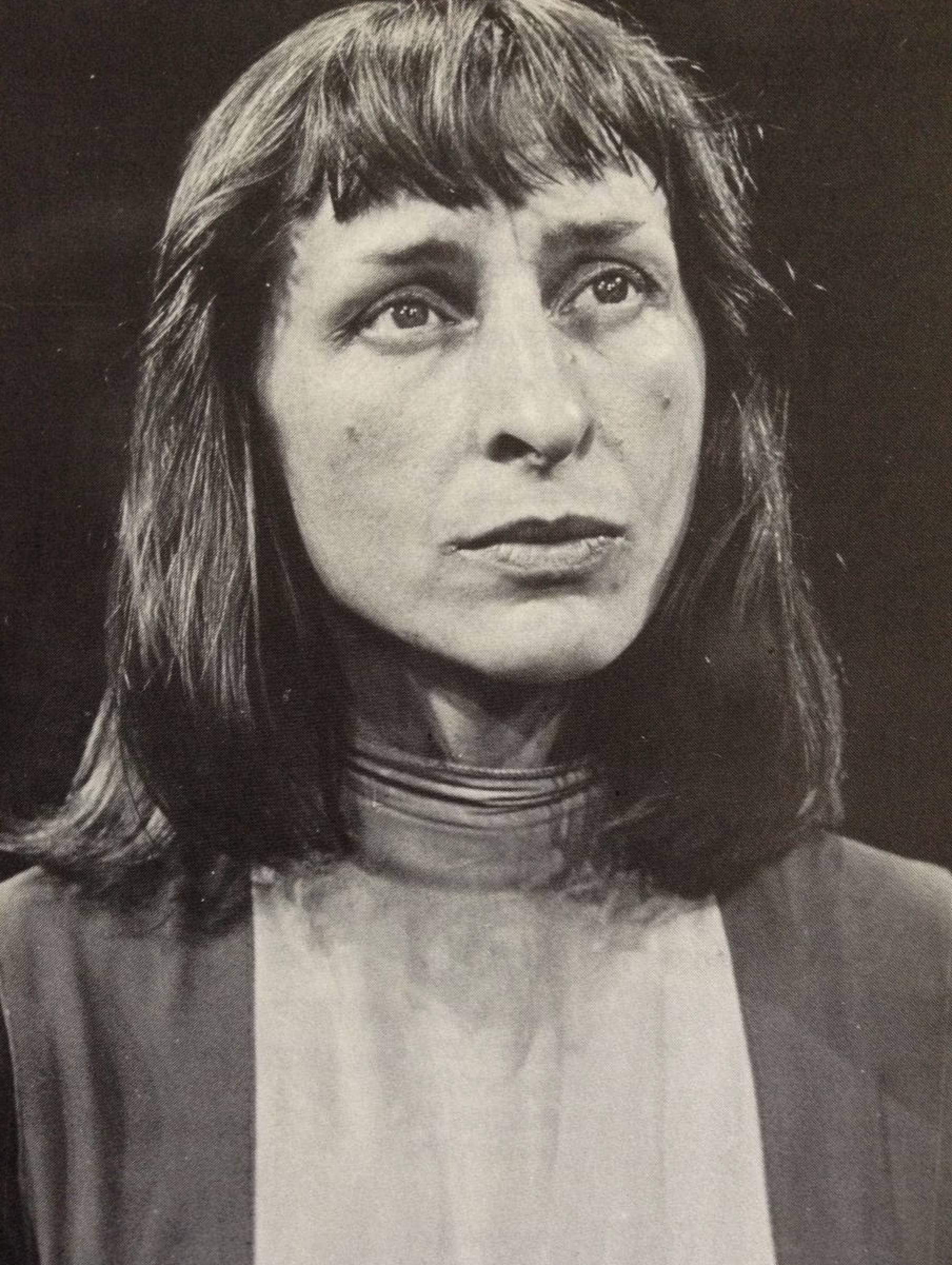
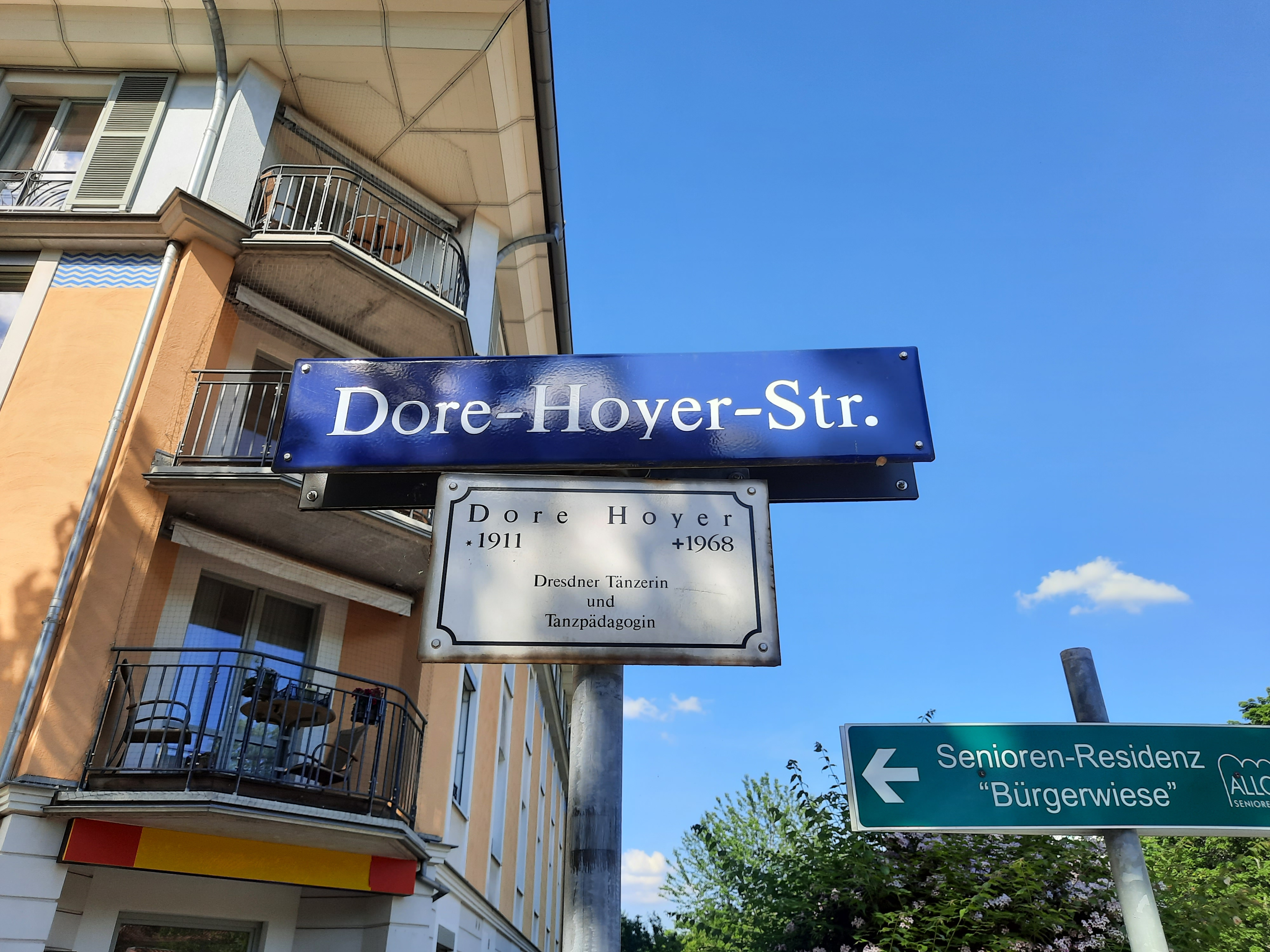
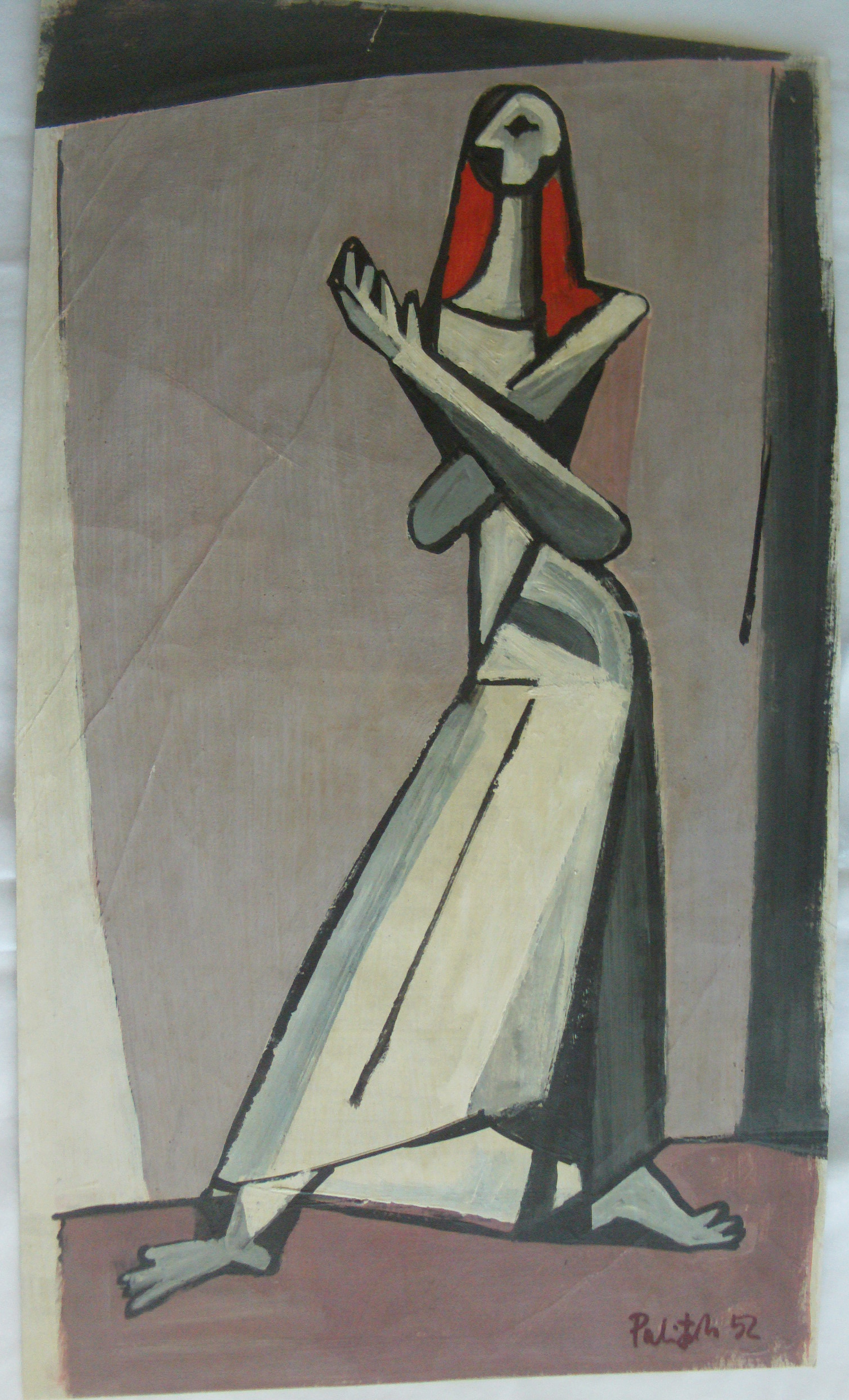
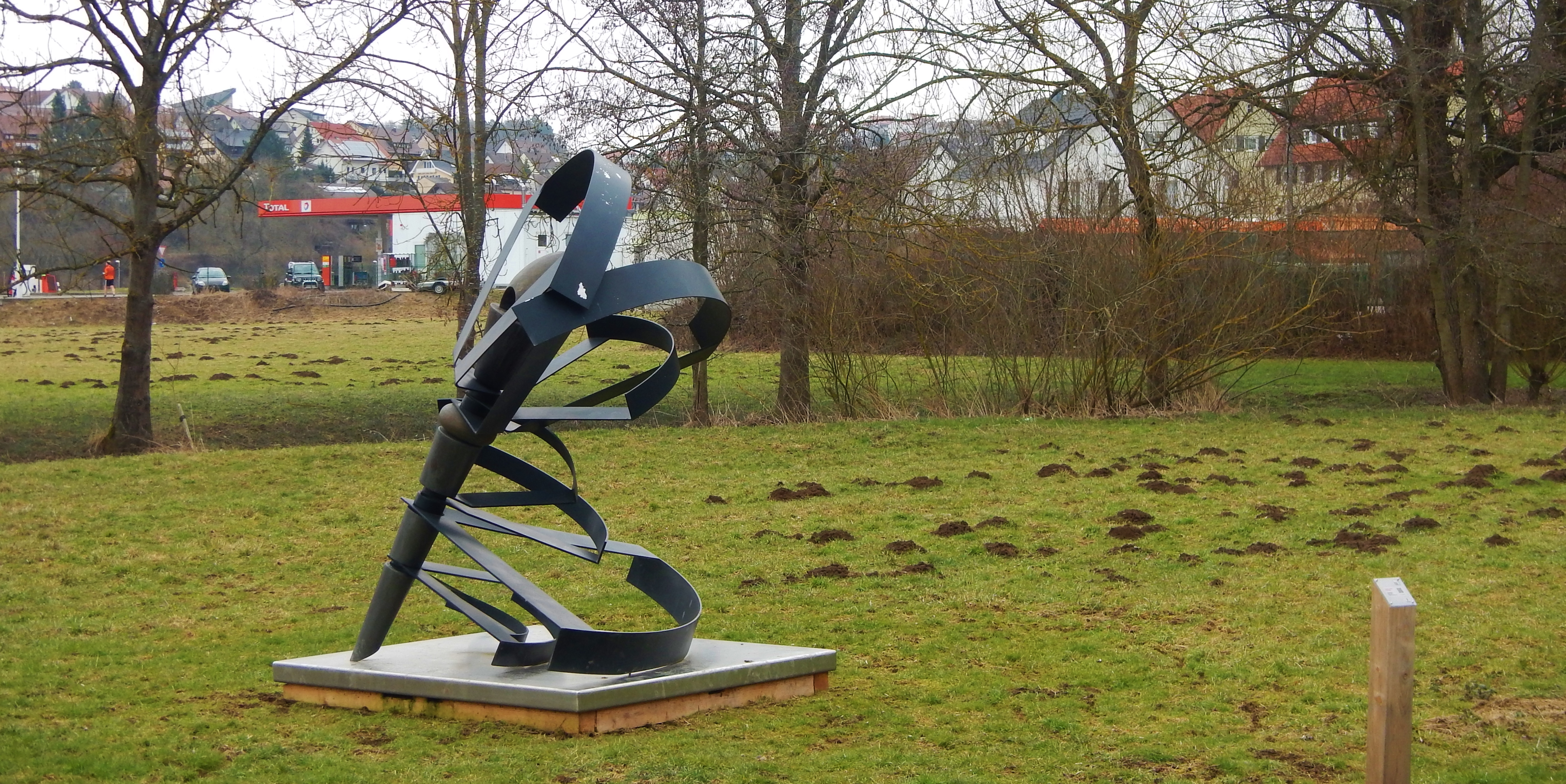
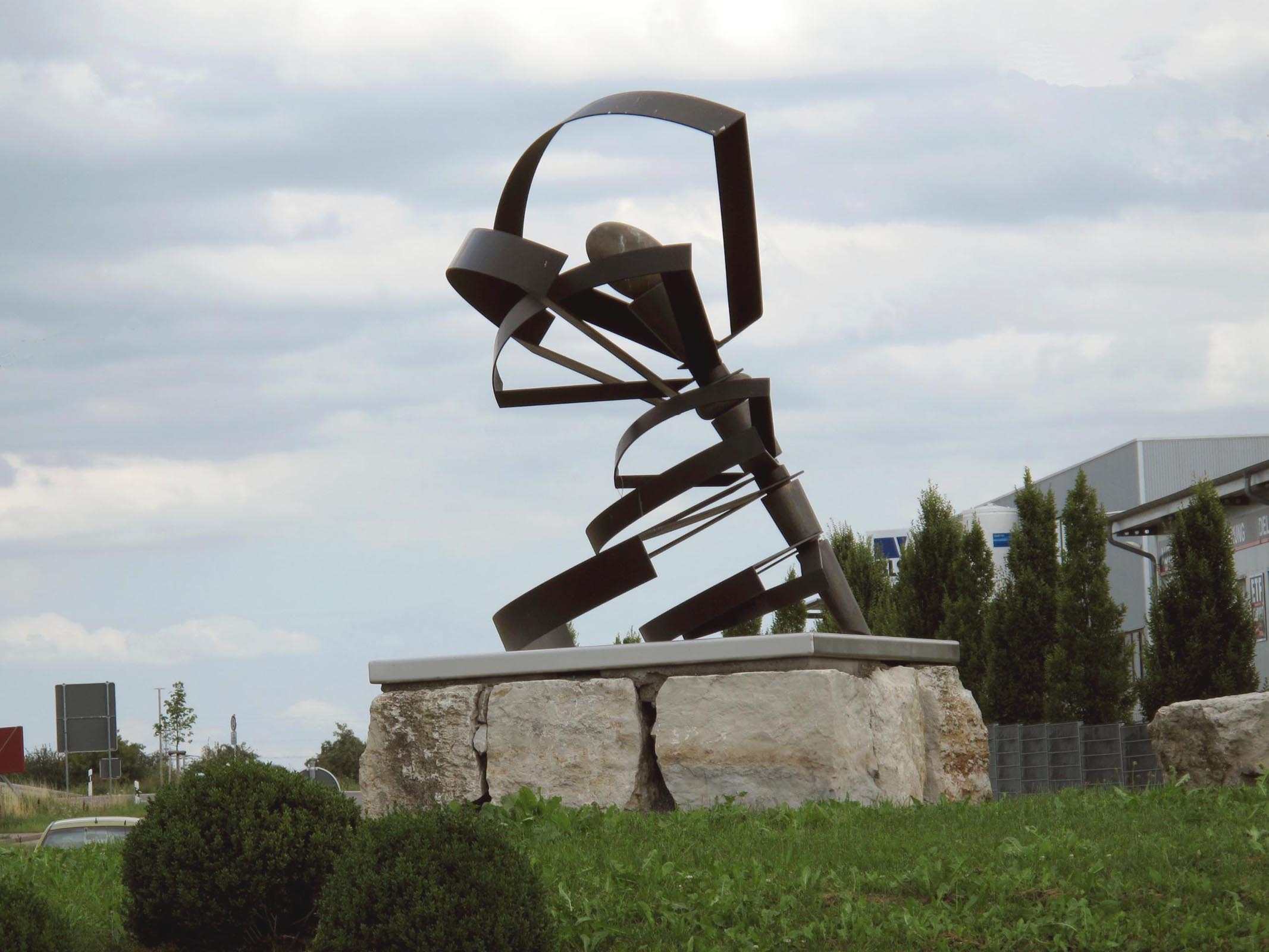

## Weitere Darstellungen Dore Hoyers in der bildenden Kunst
- Hans Grundig: Bildnis der Tänzerin Dore Hoyer (Öl, 91 × 73,5 cm, 1935)[2]
- Lea Grundig: Portrait Dore Hoyer (Radierung, 32,6 × 24,7 cm, 1937)
- Paul Berger-Bergner: Halbportrait Dore Hoyer im Tanzkostüm (Öl, 98 × 65 cm, 1951)
- Bernhard Heiliger: Portraitkopf Dore Hoyer (Bronzeguss; Zementguss; je ca. 33 × 20 × 20 cm, 1957)[3]
- Mariette Lydis: Dore Hoyer tanzend (Öl, 116 × 90 cm, 1960)[4]